# Лёэ, Вильгельм
Вильгельм Лёэ (нем. Johann Konrad Wilhelm Löhe; 1808—1872) — немецкий лютеранский пастор и богослов, филантроп, инициатор женского диаконства, один из основателей лютеранской церкви Миссурийский синод.

## Биография
Родился 21 февраля 1808 года в городе Фюрт. Сын лавочника, который умер в 1816 году. Получил среднее образование в гимназии К. Л. Рота в Нюрнберге и с 1826 года стал учиться университете Эрлангена. Первоначально он был сторонником кальвинизма, но под влиянием сочинений Холлац стал сторонником лютеранства. В 1828 году он один семестр посещал университет в Берлине, где на него большее влияние оказали проповеди местных проповедников, чем университетские лекции. 

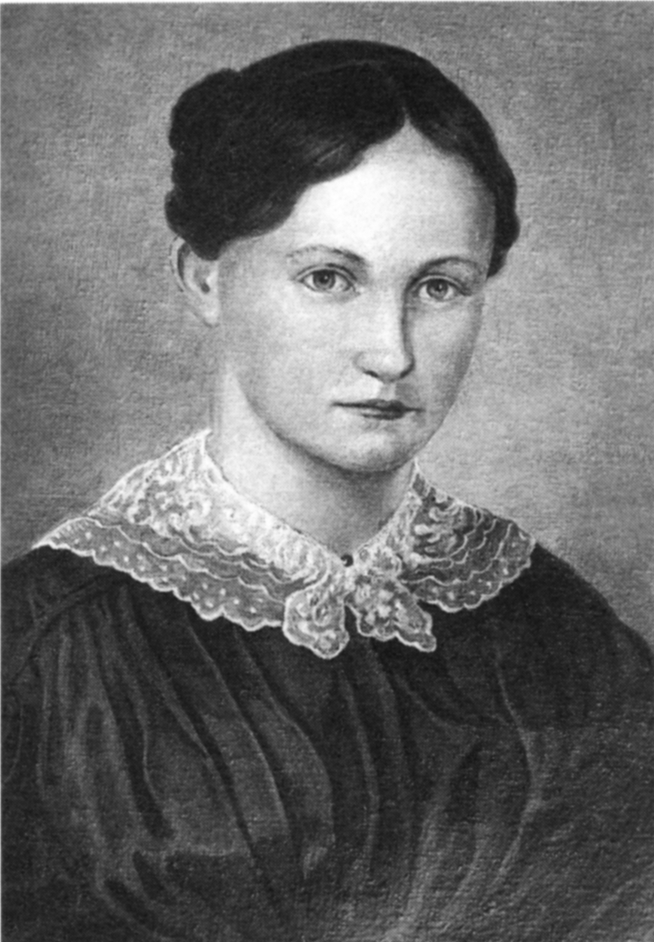
Жена, Хелен Лёэ.

Эрлангенский университет он окончил в 1830 году и 1831 году получил пастырское назначение в Кирхенламиц. Здесь он получил признание своими оригинальными и страстными проповедями. Однако светские и церковные власти обвинили его в мистицизме и уволили через два года, после чего он стал помощником пастора в церкви Св. Идзи в Нюрнберге. Здесь его проповедническая деятельность настроила против него муниципальные власти, но он пользовался поддержкой церковных властей. В 1837 году он стал проповедником в маленькой деревушке Нойендеттельзау (в Баварии), которую он своим трудом превратил в процветающую христианскую колонию. В том же году он женился.
Он сосредоточил свои богословские исследования на лютеранских конфессиях и много думал о Евхаристии как средоточии жизни общины. Особенно он интересовался старинными лютеранскими литургиями, имел свой онтологический взгляд на пастырское служение.
Лёэ проявлял живой интерес к миссионерской работе. Его особенно беспокоило положение немецких иммигрантов в Северной Америке. Он собирал средства из различных источников, чтобы помочь поддержать иммигрантов.
Он стал готовить проповедников, которые намеревались работать в Северной Америке, Австралии и Бразилии. Его эмиссары участвовали в основании «Немецкого евангелическо-лютеранского Синода Миссури, Огайо и других государств». 
В 1849 году он основал лютеранское Международное миссионерское общество. Хотя Лёэ больше всего помнят за его поддержку миссионерской деятельности в Соединенных Штатах, он также поддерживал работу в Бразилии, Украине, Австралии и Новой Гвинее.
В 1853 году он основал институт женского диаконства. Также им было основано множество благотворительных организаций.
В период 1848—1852 годов у него возникло намерение порвать с национальной церковью Баварии, хотя в конечном итоге он смог разрешить разногласия между собой и церковным руководством. Его негативная оценка ситуации в то время была вызвана не столько недостатками церковной жизни, сколько несовместимостью модели церкви с идеалами богословия. Изначально он не планировал реформу церкви. Лёэ, как ортодоксальный лютеранин, был против союза с кальвинистами. Церковное руководство не отстраняло мятежного священнослужителя от должности из опасений, что это может вызвать раскол в церкви. Условия изменились в 1852 году, когда Адольф Харлесс стал председателем консистории и был положен конец преследованию старолютеран.
Умер в Нойендеттельзау 2 января 1872 года.